# Kladanj
Kladanj (bosniska: Кладањ) är en ort i Bosnien och Hercegovina.   Den ligger i entiteten Federationen Bosnien och Hercegovina, i den centrala delen av landet, 50 km nordost om huvudstaden Sarajevo. Kladanj ligger 572 meter över havet och antalet invånare är 6 783.